# النواب الممثلون للفرنسيين المقيمين في الخارج
بعد تعديل دستور فرنسا في يوليو 2008، تم تحديد 11 نائبا يمثلون الفرنسيين المقيمون في الخارج ، وتم انتخابهم لأول مرة أثناء الانتخابات التشريعية الفرنسية 2012 في 11 دائرة على مستوى العالم.

## الدوائر
العدد الجملي للدوائر وضعت اعتمادا على عدد الفرنسيين المقيمين في الخارج المسجلين لدي السفارات والقنصليات التابعة للجمهورية الفرنسية في العالم. 
يمكن التصويت:
- عبر التفويض عندما يكون مقر الإقامة بعيد عن مكتب التصويت.
- عبر التصويت الإلكتروني.
- التصويت العادي المباشر عبر صناديق الاقتراع.

يوجد اختلاف كبير في حجم الدوائر وذلك بسبب عدد الفرنسيين المقيمين في هذه المناطق.
| الدائرة             | اللون      | المناطق                                                                  | عدد الدول |
| ------------------- | ---------- | ------------------------------------------------------------------------ | --------- |
| الدائرة الأولى      | أخضر هليون | الولايات المتحدة وكندا                                                   | 2         |
| الدائرة الثانية     | أخضر هليون | المكسيك، أمريكا الوسطى، الكاريبي وأمريكا الجنوبية                        | 33        |
| الدائرة الثالثة     | أخضر هليون | أوروبا الشمالية                                                          | 10        |
| الدائرة الرابعة     | أخضر هليون | بنلوكس                                                                   | 3         |
| الدائرة الخامسة     | أخضر هليون | شبه جزيرة أيبيريا وموناكو                                                | 3         |
| الدائرة السادسة     | أخضر هليون | سويسرا وليختنشتاين                                                       | 2         |
| الدائرة السابعة     | أخضر هليون | أوروبا الوسطى والبلقان                                                   | 15        |
| الدائرة الثامنة     | أخضر هليون | باقي أوروبا الجنوبية (ماعدا شبه الجزيرة الايبيرية والبلقان) والأناضول.   | 8         |
| الدائرة التاسعة     | أخضر هليون | المغرب العربي وغرب أفريقيا                                               | 16        |
| الدائرة العاشرة     | أخضر هليون | الشرق الأوسط وباقي دول أفريقيا (الوسطى والشرقية والجنوبية)               | 48        |
| الدائرة الحادية عشر | أخضر هليون | أوروبا الشرقية وبقية دول آسيا (ماعدا الشرق الأوسط والأناضول) وأوقيانوسيا | 49        |

## مقالات ذات صلة
- الفرنسيون المقيمون في الخارج
- انتخابات فرنسا
- الانتخابات التشريعية الفرنسية 2012